# Linia 3 metra w Nowym Jorku

Mapa linii

Linia 3 – linia metra nowojorskiego. Jest oznaczona kolorem czerwonym na znakach stacji i znakach trasy, a na oficjalnych mapach metra nosi nazwę IRT Broadway – Seventh Avenue Line, gdyż prowadzi nią przez większość Manhattanu.
Linia 3 kursuje przez cały czas. Normalnie pomiędzy Harlem – 148th Street w Harlemie i New Lots Avenue w New Lots, na Brooklynie. Zatrzymuje się na niektórych przystankach na Manhattanie i wszystkich na Brooklynie. Podczas późnych godzin nocnych, linia 3 działa jako ekspresowa między 148th Street i Times Square – 42nd Street.